# Kobdilj
Kobdilj je naselje v Občini Komen.

## Znani krajani
- Marko Bandelli, poslovnež in politik
- Stanko Bunc, jezikoslovec in literarni zgodovinar
- Maks Fabiani, arhitekt
- Anton Gerbec, duhovnik
- Anton Mahnič, škof